# Jin Xiangqian
Jin Xiangqian (né le 18 mars 1997 en Chine) est un athlète chinois, spécialiste de marche.

Il est entraîné par Sandro Damilano. Il est médaillé lors des Championnats du monde de marche par équipes 2018. Il termine 3e du 20 km marche lors des Jeux asiatiques de 2018 à Jakarta. 